# Driss Jaydane
 (septembre 2019).
Driss Chraïbi Jaydane, né à Casablanca en 1970, est un écrivain, philosophe et essayiste marocain.
Il est aussi chroniqueur chez Luxe Radio chargé des questions philosophiques et politiques. 

## Biographie
Né à Casablanca en 1970, de mère française et de père marocain, Driss C. Jaydane fait des études en philosophie et sciences politiques. Il se découvre un fort penchant pour la littérature et une passion pour Michel Foucault, Franz Kafka, Hermann Broch, et aussi pour les spiritualités, notamment le soufisme. Il a publié des chroniques sociales, des textes d’analyse politiques, donne des conférences et anime des séminaires sur la pensée de Michel Foucault. Il essaie de construire des liens entre ce que Michel Foucault nomme la production de soi, et il répond ainsi aux islamistes.

### Chroniques
Intervenant les lundi, mercredi, jeudi et vendredi sur l'émission de débat « les matins luxe » de Luxe Radio au coté d'autres chroniqueurs, il s'illustre par son lyrisme et son engagement. Il participe également sur cette chaine via des chroniques enregistrées qui traitent de sujets variés[réf. nécessaire].

### Engagements
Au coté d'autres intellectuels et artistes marocains, ils fondent l'Association Marocains Pluriels afin de promouvoir la diversité des affluents identitaires, culturels et humains et de préserver la richesse de l'identité plurielle du Maroc, de faire fructifier et d’en faire un atout pour contribuer à promouvoir le Maroc vers la modernité et la tolérance.
Il dirige aux éditions « La croisée des chemins » la collection « Royaume des idées » dont le concept consiste à donner la parole à des écrivains, journalistes, philosophes… dans le but d’ouvrir le débat sur des questions contemporaines.
En première page de son ouvrage on peut lire : « Au Royaume des idées, place à la diversité - essais, conversations, dialogues, contradictions, monologues, soliloques, journaux intimes, poèmes scientifiques, rationalité versifiée… ». Parole ouverte est le livre d’un indigné. L’on peut ressentir dès les premières pages de cet essai de la colère, de cette colère structurée qui appelle au changement[style à revoir]. L’auteur s’indigne ainsi contre la toute-puissance de la finance qu’il qualifie de « monstre », ne serait-ce que par la perception que l’on en a et la façon dont on en parle. Une colère motivée par le manque d’indignation justement ou encore par les inégalités flagrantes, la hiérarchisation des langues qui creuse encore plus ces inégalités… Jaydane dénonce dans ce livre l’absence d’intérêt pour la culture, pour la littérature, et ce, qu’importe le milieu duquel l’on est issu.

## Œuvres
- Le Jour venu, Seuil, 2006, 222 p.  (ISBN 9782020859233)
- Parole ouverte, La croisée des chemins, 2013, 124 p.  (ISBN 978-9954104385)
- Divan marocain, Le Fennec, 2014
- La Faute et le Festin, La Croisée des chemins, 2016, 126 p.  (ISBN 9789954105658)
- Éclats d'enfances, Le Fennec, 2019, 140 p.  (ISBN 978-9920-755-20-7)